# Palhano
Palhano é um município brasileiro do estado do Ceará, localizado na Região do Vale do Jaguaribe. Sua população, conforme estimativas do IBGE de 2018, era de 9 348 habitantes.

## História
Documentos históricos mostram que a cidade de Palhano entra para a história do Ceará na primeira metade do século XVIII, quando em 24 de outubro de 1733 foi feita a doação de uma Sesmaria de três léguas de terra (Datas e Fatos para História do Ceará, página 188) ao Coronel Manuel Gonçalves de Souza e ao Tenente-Coronel Estêvão de Souza Palhano, à margem do Riacho da Cruz, por serem descobridores do mesmo. A sesmaria denominada Cruz do Palhano, do Tenente-Coronel Estêvão de Souza Palhano, foi um dos povoados mais antigos da região do Jaguaribe, no local onde hoje localiza-se o município de Palhano.
Na segunda metade do século XIX, em 18 de Agosto de 1882 um Ato provincial transforma a sesmaria do Sr. Estêvão em distrito, com a denominação de Cruz do Palhano subordinado ao município de São Bernardo de Russas. Pela lei provincial nº 2155, de 12 de agosto de 1889, transfere-se o distrito para município de União; E pelo decreto nº 58, de 4 de setembro de 1890, o distrito de Cruz do Palhano volta a pertencer ao município de São Bernardo das Russas.
Em divisão administrativa referente ao ano de 1911, 31 de dezembro de 1936 e 31 de dezembro de 1937, o distrito de Cruz de Palhano, figura no município de São Bernardo das Russas. E Pelo decreto nº 448, de 20 de dezembro de 1938, o distrito de Cruz de Palhano passou a denominar-se Palhano e o município de São Bernardo das Russas a denominar-se simplesmente Russas. Em divisão territorial datada de 1 de julho de 1950, o distrito de Palhano, figura no município de Russas. Assim permanecendo em divisão territorial datada de 1 de julho de 1955.
O distrito de Palhano foi elevado à categoria de município com a denominação de Palhano, pela lei estadual nº 4076, de 8 de maio de 1958, desmembrando-se de Russas. A prefeitura foi instalada no dia 15 de maio de 1958, sendo designado para responder pela municipalidade João Luiz de Santiago, que permaneceu nas funções até 12 de abril de 1959, quando foi nomeado prefeito interino Miguel Correia de Oliveira, até que fossem realizadas eleições municipais.

### A história do nome Palhano
Há uma grande duvida sobre a origem do nome Palhano que vem do antigo nome “Cruz do Palhano”, pode ser uma homenagem ao riacho (Riacho da Cruz) e ao sobrenome do primeiro morador (Tenente-Coronel Estêvão de Souza Palhano) ou pelo mito popular de José Palhano e o Cruzeiro por ele encravado e bento pelo Frei Davi, numa de suas missões no ano 1901. Muitos atribuem o nome do município à palha oriunda da carnaubeira, vegetal de existência abundante na região. Outros que apontam a passagem da família Palhano pela região como a causa da nomenclatura.

## Educação
O município de Palhano conta com 10 escolas de Ensino Fundamental e 1 escola de Ensino Médio, sendo esta última integrante à CREDE-10 Russas. A rede municipal de ensino conta com aproximadamente 400 alunos na educação infantil, 1.300 alunos no ensino fundamental e 160 alunos na Educação de Jovens e Adultos:
- EEF. Mateus Sobrinho (SEDE)
- EEF. Padre Severino Xavier (SEDE)
- EEF. Joselita Santiago do Amaral (Canto da Cruz)
- EEF. Josefa Maria da Natividade (Lagoa da Telha)
- EEF. Adelino da Silva (Almas)
- EEF. José Nunes Sobrinho (Barbada)
- EEF. Mateus Sobrinho (Jurema)
- EEF. Francisco Silvestre de Oliveira (Cajueiro)
- EEF. Francisco Domingos da Silva (Feijão Bravo)
- EEF. Raimundo Nogueira Barros (Distrito São José)
- EEM. José Francisco de Moura (SEDE)

## Saúde
Os serviços de saúde de Palhano são prestados no Hospital e Maternidade Maria Tereza de Jesus Mateus e nos Postos de Saúde da Família (PSF).
Além disso, Palhano integra o Consórcio Público de Saúde da Microrregião de Russas e a 9ª Coordenadoria Regional de Saúde.

## Economia
Além da moeda em circulação no país, o Real, no município de Palhano (até o final do milênio passado),circulava uma moeda com o nome de Castanha. Sendo que a mesma só tinha valor no comércio local[carece de fontes?].

## Geografia
Limites Geográficos de Palhano:
- Ao Norte faz limite com Beberibe.
- A Nordeste com a cidade de Aracati.
- A Leste, com Itaiçaba.
- A Sudeste com a cidade de Jaguaruana.
- Ao Sul, Oeste e Noroeste com a cidade de Russas.

### Divisão administrativa
O município é constituído de dois distritos:
- Centro (sede)
- São José

### Principais comunidades e localidades
O município possui como maior comunidade a comunidade de córrego da salça e vários aglomerados rurais. Sendo comumente dividido em duas grandes áreas: as comunidades da ribeira e as das lagoas. As comunidades da Ribeira são assim chamadas por estarem localizadas às margens do Rio Palhano. Já, as lagoas são comunidades estruturadas em torno de lagoas que existem no município. As principais comunidades da ribeira são Canto da Cruz, Alto São Luís, Lagoa da Telha, Lagoa Cercada, Almas. As principais comunidades das lagoas são Lagoa da Barbada, Cajueiro, Jurema, Pedra Branca, Feijão Bravo, Cedro Santana.

### Distância para as cidades vizinhas
Itaiçaba: 21km; Russas: 32km; Jaguaruana: 32km; Aracati: 42km; Beberibe: 90km.

## Geologia

### Recursos minerais
A oeste da cidade, ocorrem blocos de rochas maciças ricas em manganês, dispostas em depósitos coluvionares, originado de gonditos intercalado nos paragnaisses do Complexo Jaguaretama, semelhantes aos depósitos de manganês do município de Ocara.